# حزب کمونیست نروژ
حزب کمونیست نروژ (به انگلیسی: Communist Party of Norway)، یک حزب سیاسی کمونیستی در نروژ است.

این حزب، با حروف اختصاری: (NKP) در طی چند سال نخستین،
بعد از جنگ جهانی دوم، از احزاب مهم و مؤثر در صحنه سیاسی نروژ، محسوب می‌شد. اما پس از تنها چند سال، حمایت خود را در میان اهالی نروژ، از دست داد؛ و در آخرین انتخابات پارلمانی، در مجموع، بیش از فقط چند صد رأی، کسب نکرد.
 از سال ۲۰۱۵ میلادی، رونا اونسن، که از اهالی کریستیان‌ساند، است؛ رهبری حزب کمونیست نروژ، را بر عهده دارد.

## پیشینه
بعد از نشست سراسری حزب کارگر نروژ در سال ۱۹۲۳ میلادی؛ جناح اکثریت حزب کارگر نروژ، از کمینترن، اخراج شد. حزب کمونیست نروژ، توسط جناح اقلیت حزب کارگر نروژ، که هنوز به انترناسیونال سوم، وفادار بود، تشکیل شد.
در عمل حزب کمونیست نروژ، از نظر تشکیلاتی، شاخه نروژی کمینترن، محسوب می‌شد و شعارهای  انترناسیونال سوم را به دقت، دنبال می‌کرد.
 حزب کمونیست نروژ، در آغاز فعالیت ۱۳ نماینده در مجلس ملی نروژ، داشت که همگی از حزب کارگر نروژ، جدا شده بودند. در انتخابات سال ۱۹۲۴ در حالی که تنها یک سال از عمر حزب می‌گذشت؛ فقط ۶ نفر از ۱۳ نماینده قبلی، توانستند به مجلس ملی نروژ، راه پیدا کنند. در انتخابات سال ۱۹۲۷ میلادی، این تعداد به ۳ نفر کاهش پیدا کرد. از این ۳ نفر نیز، ۲ نفر در طول همان دورهٔ مجلس ملی نروژ، به حزب کارگر نروژ، بازگشتند.

### سالهای جنگ
در ابتدا، پس از حمله و اشغال نروژ، توسط قوای هیتلری، در ۹ آوریل سال ۱۹۴۰ میلادی، حزب کمونیست نروژ، سیاست حزب را بر اساس پیمان دوستی بین آلمان و اتحاد جماهیر شوروی تنظیم می‌کرد. در عمل این حزب، خواستار ترک مقاومت بود و شعارهایی به همین منظور سر داد. اما پس از حمله قوای آلمانی به خاک اتحاد جماهیر شوروی، در سال ۱۹۴۱ میلادی، حزب کمونیست نروژ، با یک چرخش، سیاست خود را تغییر داد و از سال ۱۹۴۲ به‌طور فعال، به رهبری پدر فوروباتن، وارد جبهه مقاومت شد. در عمل حزب کمونیست نروژ، ضمن مبارزه فعال، به علت درخواستهای مکرر خود، برای افزایش اقدامات عملیاتی، با رهبری جبهه داخلی مقاومت نروژ، غالباً اختلاف داشت.

### پس از جنگ
حزب کمونیست نروژ، در اولین انتخابات مجلس ملی نروژ پس از جنگ جهانی دوم، در سال ۱۹۴۵ میلادی، با کسب ۱۱٫۹ درصد آرا، بهترین پیروزی انتخاباتی خود، در تاریخ حزب را به دست آورد. اما با آغاز جنگ سرد، این پیروزی، طولی نکشید و محبوبیت حزب به سرعت کاهش یافت.
 حزب کمونیست نروژ، با طرح مارشال؛ و پیمان آتلانتیک شمالی، به مخالفت برخاست. در انتخابات سال ۱۹۴۹ میلادی، حزب کمونیست نروژ، نتوانست هیچ نماینده ای به مجلس ملی نروژ، بفرستد. بزودی پس از این شکست انتخاباتی، حزب دچار یک بحران شدید داخلی شد که در نتیجه آن، تعدادی از اعضای برجسته حزب، از جمله پدر فوروباتن، از حزب کمونیست نروژ، اخراج شدند. در دوران پس از جنگ، شخصیت برجسته و رهبر حزب از سال ۱۹۴۶ تا ۱۹۶۵ میلادی، به نام امیل لووْلین، آخرین نماینده
حزب کمونیست نروژ، در مجلس ملی نروژ، تا سال ۱۹۶۱ میلادی بود.

به دنبال اختلافات سال ۱۹۷۲ میلادی بر سر مسئله در خواست عضویت نروژ، در اتحادیه اروپا، حزب کمونیست نروژ، به همراه چند حزب چپ دیگر تشکیل یک جبهه انتخابی داد و در انتخابات سال ۱۹۷۳شرکت کرد.
این جبهه در مجموع با کسب ۱۱٫۲ درصد آرا، ۱۶ کرسی در مجلس ملی نروژ، تصاحب کرد. با این حال تنها نماینده منتخب حزب کمونیست نروژ، بر اساس لیست انتخاباتی حزب سوسیالیست چپ، انتخاب شده بود. زمانی که جبهه انتخابی در حال تبدیل به  حزب سوسیالیست چپ، بود. حزب کمونیست نروژ، که راضی به انحلال حزب نبود، انصراف داد. از آن زمان، باز هم از محبوبیت انتخاباتی حزب، بیشتر کاسته شده‌است. حزب کمونیست نروژ، آخرین نمایندهٔ حزب در شوراهای شهرستانی را نیز در سال ۱۹۹۱ میلادی، از دست داد.

## انتقاد از خود
حزب کمونیست نروژ، در اواخر دهه ۱۹۸۰ میلادی، ضمن بررسی گذشته حزب و نقد عملکرد خود؛ در نشست سراسری حزب، در سال ۱۹۹۰ میلادی، تمام اخراج‌های حزبی، که از سال ۱۹۵۰ به بعد صورت گرفته بودند را لغو کرد.
 در انتخابات شهرداریها در سال ۲۰۰۳ میلادی، حزب کمونیست نروژ، با کسب تقریباً ۱۰۰۰ رأی ۳ نماینده، به شورای شهری فرستاد. در انتخابات پارلمانی سال ۲۰۱۷ میلادی، این حزب تنها موفق به کسب ۳۰۹ تک رأی شد و زیر خط حداقل لازم ورود به مجلس ملی نروژ قرار گرفت.

## یادداشت
1. ↑  سامی (اسکاندیناوی)